# Амзово
„Амзово“ е името на български резерват, разположен в землището на град Смолян, на 1 километър южно-югоизточно от Станевска махала.
Резерват „Амзово“ е обявен на 28 март 1968 г. Резерватът е прекатегоризиран в поддържан резерват със заповед от 15 октомври 1999 г. с цел възстановяване на находища от блатен плаун.
След промяната в статута на защитената територия площта на резервата е 0,3 хектара. Обявен на 13 февруари 2006 за находищен резерват номер 1 за България.